# Villy Søvndal
Villy Søvndal (Linde, 4 aprile 1952) è un politico danese.
È stato leader del Partito Popolare Socialista dall'aprile 2005 al 13 ottobre 2012. È stato Ministro degli Affari Esteri del Regno di Danimarca dal 3 ottobre 2011 al 12 dicembre 2013.